# Alvarelhos (Valpaços)
Alvarelhos ist ein Ort und eine ehemalige Gemeinde (Freguesia) im portugiesischen Kreis Valpaços. Die Gemeinde hatte 137 Einwohner (Stand 30. Juni 2011).
Am 29. September 2013 wurden die Gemeinden Alvarelhos und Tinhela zur neuen Gemeinde Tinhela e Alvarelhos zusammengeschlossen.